# کانال البلاگ

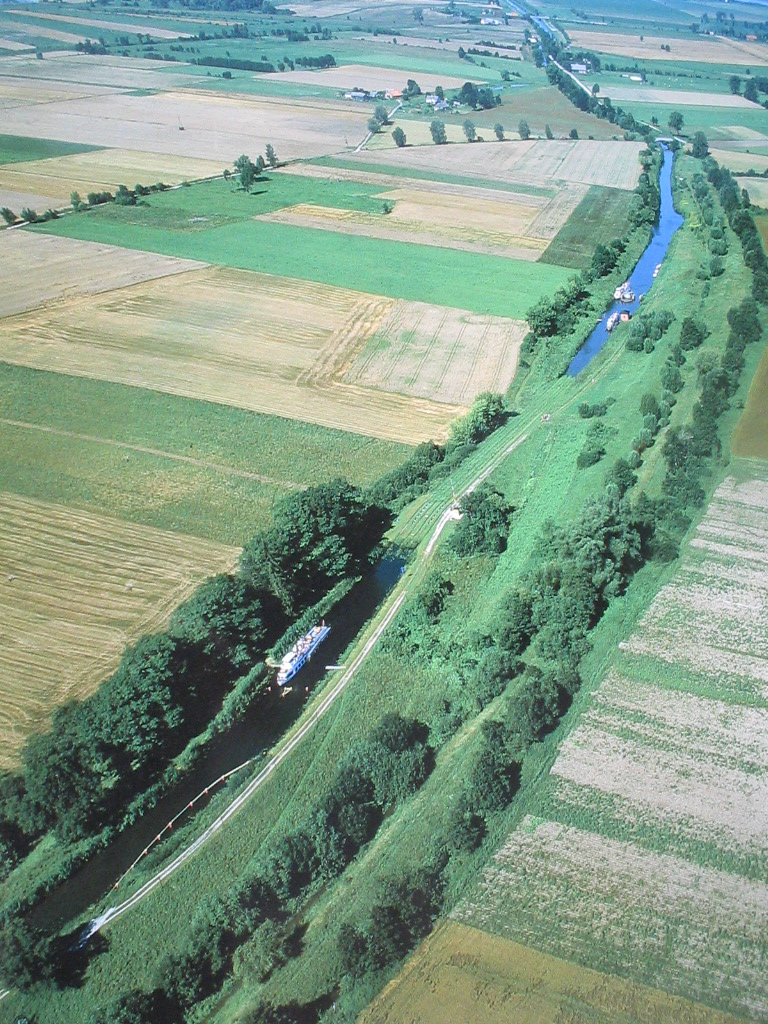
نمایی هوایی از بخشی از کانال

کانال البلاگ (به لهستانی: Kanał Elbląski) (به آلمانی: Oberländischer Kanal) کانالی است به طول ۸۰٫۵ کیلومتر در استان وارمی-ماسوری لهستان که کشتی‌های کوچک با قدرت جابه‌جایی ۵۰ تن با استفاده از بالابرها و نوعی سیستم هوشمند در شیبدار کردن سطوح می‌توانند از این کانال عبور کنند. این کانال همچنین در فهرست میراث جهانی یونسکو نیز به ثبت رسیده است. امروزه برای اهداف تفریحی استفاده می‌شود. این یکی از مهمترین آثار تاریخی مربوط به تاریخ فناوری و یکی از هفت عجایب لهستان نامگذاری شده است.